# 鯉沼宏治
鯉沼 宏治（こいぬま ひろはる、1944年（昭和19年） - ）は、日本の実業家。三菱地所ホーム代表取締役社長として同社再建にあたった。退任後、帝京大学経済学部教授。

## 人物・経歴
1967年横浜国立大学経済学部卒業。中田乙一の面接を受け、同年三菱地所入社。1974年の三菱重工爆破事件では三菱重工業東京本社ビル担当責任者として業務再開にあたった。2000年三菱地所取締役兼三菱地所住宅販売代表取締役社長に昇格。2002年三菱地所ホーム取締役副社長兼三菱地所住宅加工センター代表取締役社長。2003年三菱地所取締役常務執行役員兼三菱地所ホーム代表取締役社長。2004年三菱地所取締役専務執行役員兼三菱地所ホーム代表取締役社長。空調システム「エアロテック」の戦略策定などで、三菱地所ホームの再建を進め、2008年三菱地所顧問兼京葉土地開発代表取締役社長。2011年帝京大学経済学部経営学科教授。2014年定年退職。のち、三創産業監査役、冨士霊園評議員、横浜国立大学校友会理事、冨丘会副理事長、富丘会評議員